# Bastion Tsjornomorsk
FK Bastion Tsjornomorsk is een Oekraïense voetbalclub uit Tsjornomorsk in de oblast Odessa.
De club werd in 2005 opgericht als Illicziwec Illictsjivsk en veranderde in 2007 de naam naar Bastion Illitsjivsk. In 2007 werd de club Oekraïens amateurkampioen en in 2008 speelde het voor het eerst professioneel. De club speelt speelt anno 2011 in de Droeha Liha groep A, het derde niveau in de Oekraïens.
In 2015 werd de naam gewijzigd in Bastion Tsjornomorsk omdat ook de stadsnaam in die naam wijzigde. 